# Pristimantis leoni
Espèce
Synonymes
- Eleutherodactylus leoni Lynch, 1976

Statut de conservation UICN

 LC  : Préoccupation mineure
Pristimantis leoni est une espèce d'amphibiens de la famille des Craugastoridae.

## Répartition
Cette espèce se rencontre entre 1 960 et 3 400 m d'altitude dans la cordillère des Andes :
- en Équateur dans les provinces de Sucumbíos, d'Imbabura, de Carchi, de Napo et de Pichincha ;
- en Colombie dans les départements de Nariño et de Putumayo.

## Étymologie
Cette espèce est nommée en l'honneur de Francisco Leon Rodriquez.

## Publication originale
- Lynch, 1976 : Three new leptodactylid frogs (genus Eleutherodactylus) from the Andean slopes of Columbia and Ecuador. Herpetologica, vol. 32, no 3, p. 310-317.